# Sloane Square
Pour les articles homonymes, voir Sloane Square (homonymie).
Sloane Square est une place de la ville de Londres.

## Situation et accès
Située dans le district de Chelsea, elle se trouve à proximité des quartiers huppés de Brompton et Belgravia. King's Road part de la place, en direction de l’ouest, et Sloane Street, au nord, dans la direction de Knightsbridge.
On trouve au centre de la place une fontaine érigée en 1953.
La place est desservie par l’unique station de métro de Chelsea, Sloane Square, où circulent les trains des lignes  Circle  District, et par les bus 11, 19, 22, 211 et 319.

## Origine du nom

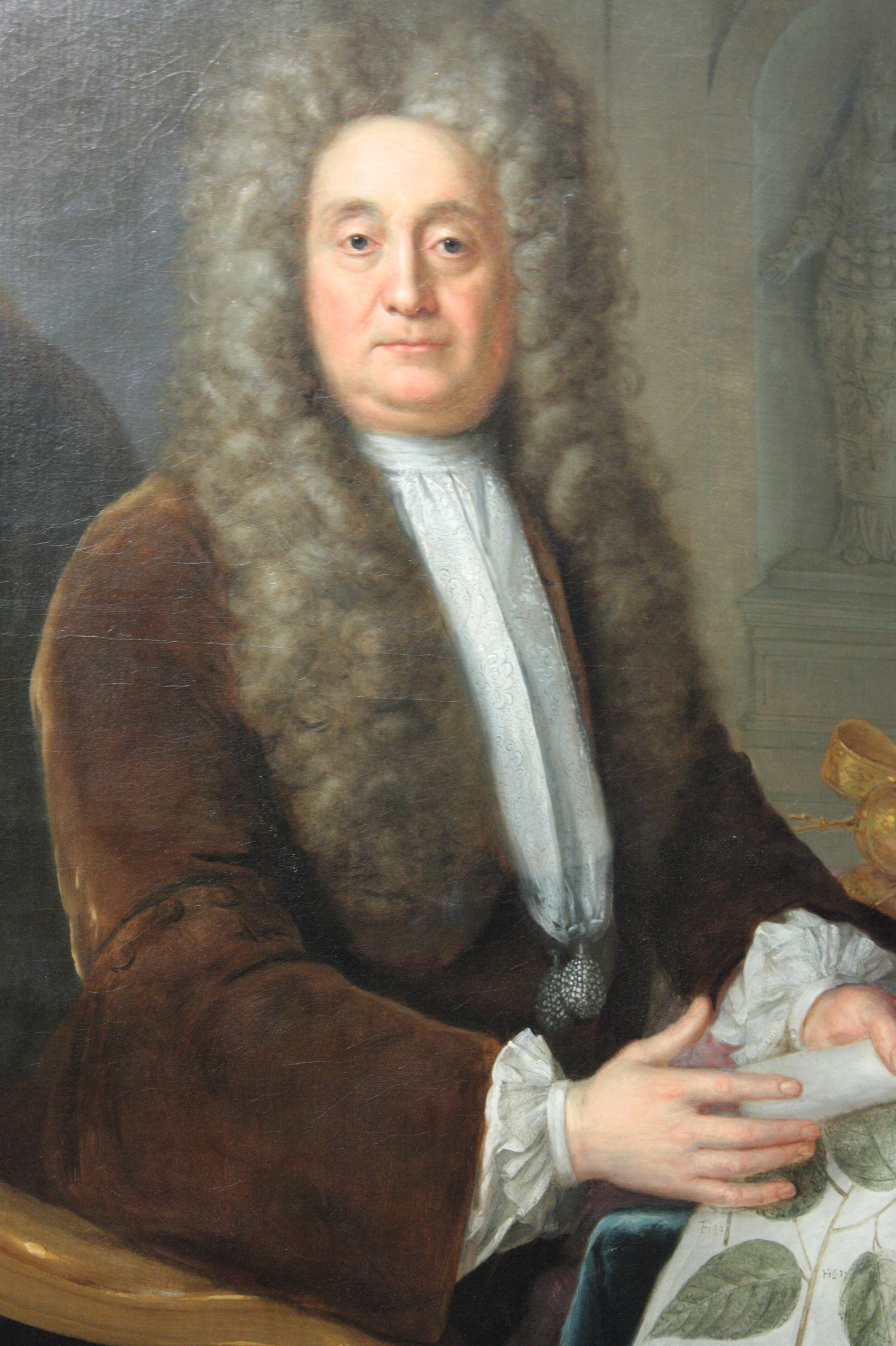
Hans Sloane.

Le quartier et la place évoquent la mémoire du médecin, naturaliste et collectionneur Hans Sloane (1660-1753), propriétaire en son temps du terrain.

## Historique
La place est aménagée vers 1780 par l'architecte Henry Holland (1745-1806).

## Bâtiments remarquables et lieux de mémoire
- Royal Court Theatre, bâtiment classé de grade II, qui a ouvert ses portes en 1870.
- Peter Jones Departement Store, grand magasin, construit en 1936-1938[2].
- Nos 50-52 : Colbert, restaurant français.

## Galerie

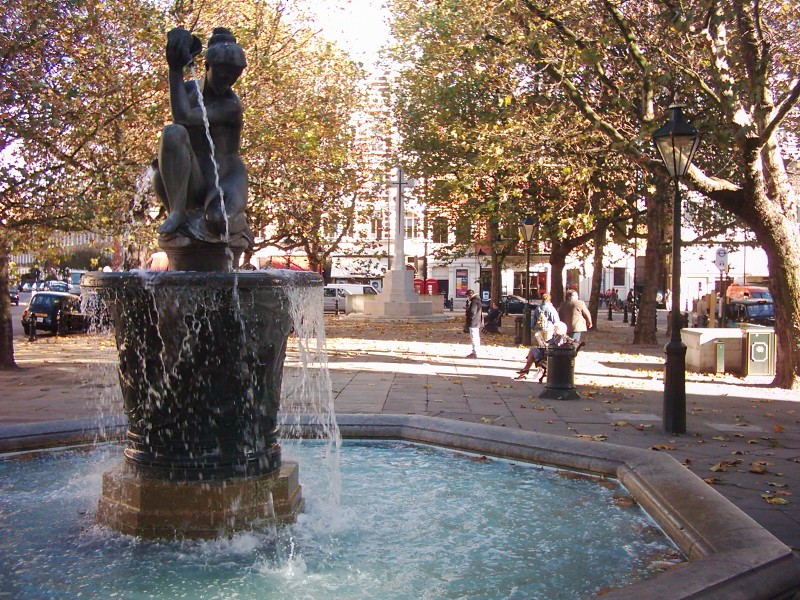
Fontaine au centre de Sloane Square.
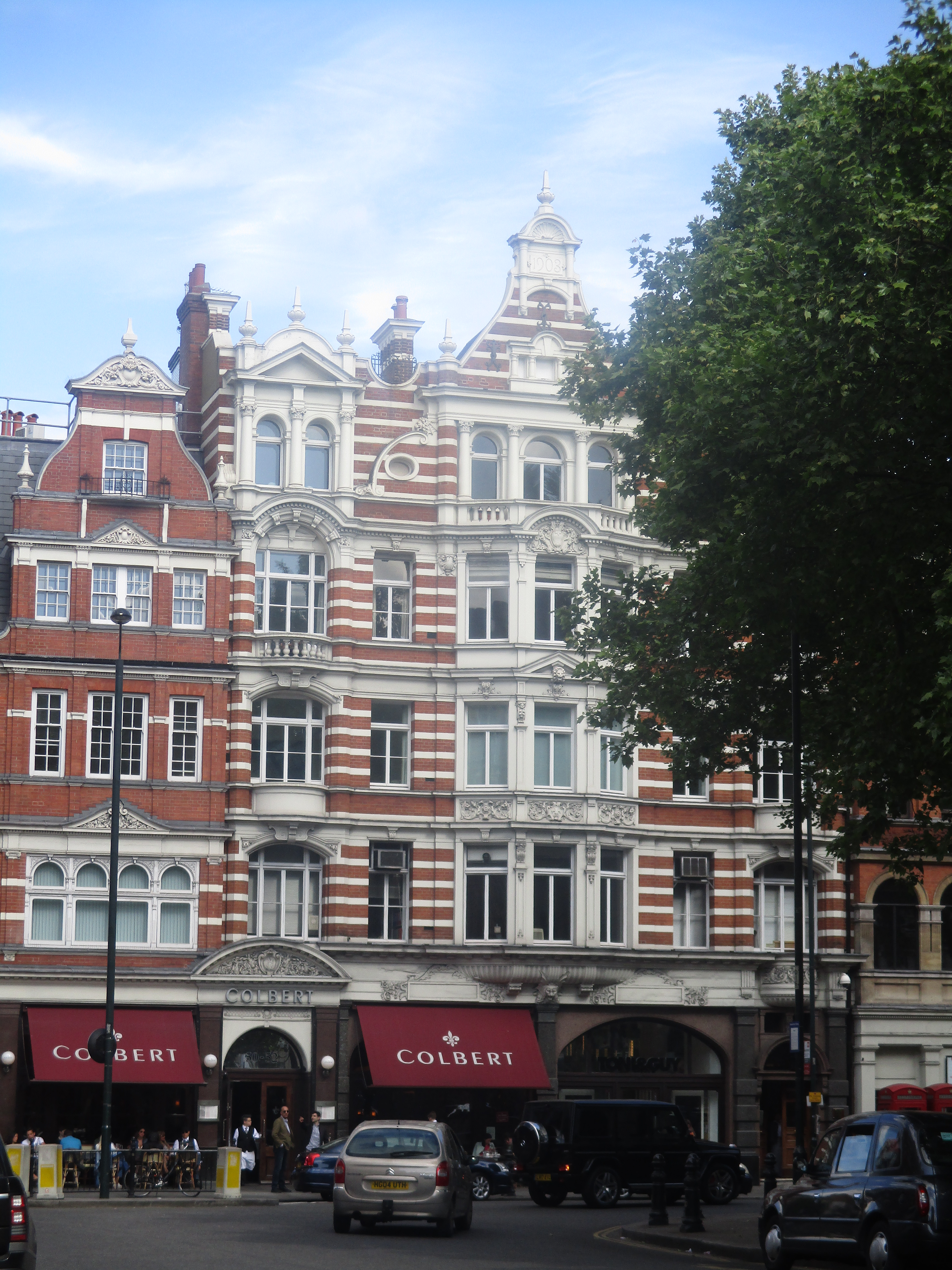
Restaurant Colbert.
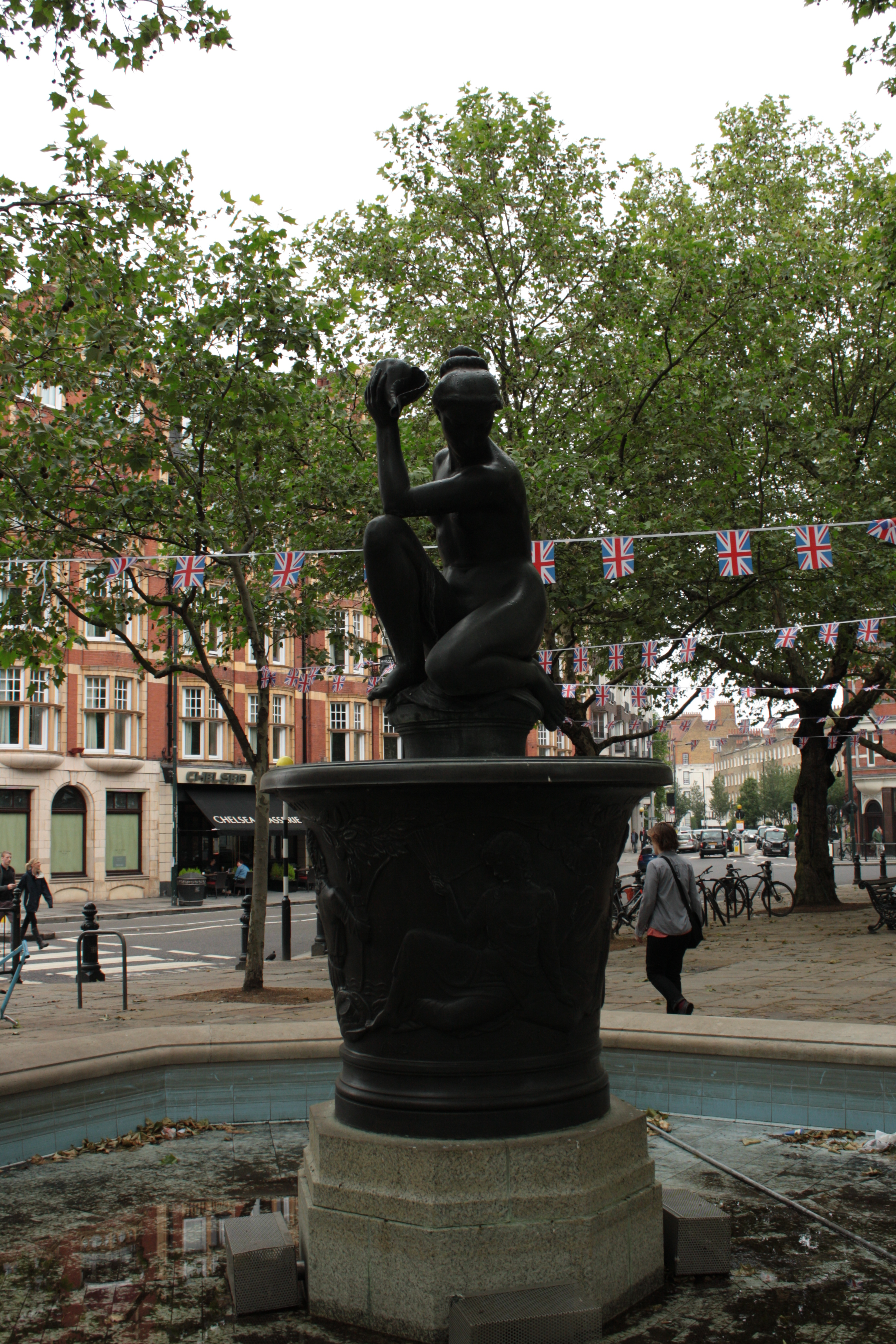
Statue de la fontaine.